# Angelina Mango
Angelina Mango, italijanska pevka in kantavtorica, * 10. april 2001, Maratea, Bazilikata, Italija.

## Zgodnje življenje
Angelina Mango se je rodila 10. aprila 2001 v Maratei, v pokrajini Potenzi. Odraščala je v Lagonegru skupaj s starejšim bratom Filippom (*1995). Njuna starša sta prav tako glasbenika. Poleg petja zna igrati tudi klavir in kitaro. Pri 5 letih se je začela ukvarjati s plesom, s katerim se je ukvarjala 10 let. Leta 2016 se je z mamo in bratom preselila v Milano, kjer je nadaljevala študij in skupaj z bratom kot bobnarka začela peti v skupini. 

## Kariera
Dne 13. novembra 2020 je Mango izdala svoj prvi singel »Va tutto bene«, ki je napovedal tudi njen prvi EP Monolocale.
Leta 2023 je sodelovala na dvaindvajseti izvedbi tekmovanja talentov Amici di Maria De Filippi, kjer je zasedla drugo mesto in prejela nagrado Lunezia za glasbeno-literarno vrednost pesmi »Ci pensiamo domani«. Angelina Mango je leta 2024 Sodelovala na italijanskem glasebnem festivalu Sanremo »La noia«. Na festivalu je zmagala in postala predstavnica Italije na Pesmi Evrovizije 2024. V finalu tekmovanja je zasedla 7. mesto s 268 točkami.

## Diskografija

### Studijski album
| Naslov         | Podrobnosti                                                                                          | Najvišja uvrstitev na lestvici |
| Naslov         | Podrobnosti                                                                                          | ITA                            |
| -------------- | --- | ------------------------------ |
| Poké melodrama | - Objavljeno: 31. maja 2024 - Založba: Warner Music Italy - Format: CD, digitalni prenos, pretakanje | 1                              |

### EP
| Naslov           | Podrobnosti                                                                                      | Najvišja uvrstitev na lestvici |
| Naslov           | Podrobnosti                                                                                      | ITA                            |
| ---------------- | ------------------------------------------------------------------------------------------------ | ------------------------------ |
| Monolocale       | - Objavljeno: 13. novembra 2020 - Založba: Disincanto - Format: CD, digitalni prenos, pretakanje | ―                              |
| Voglia di vivere | - Objavljeno: 19. maja 2023 - Založba: 21CO, BMG - Format: CD, digitalni prenos, pretakanje      | 2                              |

### Pesmi
| Naslov                                                                             | Leto | Najvišja uvrstitev na lestvici | Najvišja uvrstitev na lestvici | Najvišja uvrstitev na lestvici | Najvišja uvrstitev na lestvici | Najvišja uvrstitev na lestvici | Najvišja uvrstitev na lestvici | Najvišja uvrstitev na lestvici | Najvišja uvrstitev na lestvici | Album            |
| Naslov                                                                             | Leto | ITA                            | AUT                            | IRE                            | LTU                            | NLD                            | SWE                            | SWI                            | WW                             | Album            |
| ---------------------------------------------------------------------------------- | ---- | ------------------------------ | ------------------------------ | ------------------------------ | ------------------------------ | ------------------------------ | ------------------------------ | ------------------------------ | ------------------------------ | ---------------- |
| »Va tutto bene«                                                                    | 2020 | —                              | —                              | —                              | —                              | —                              | —                              | —                              | —                              | Monolocale       |
| »Formica«                                                                          | 2022 | —                              | —                              | —                              | —                              | —                              | —                              | —                              | —                              | —                |
| »Walkman«                                                                          | 2022 | —                              | —                              | —                              | —                              | —                              | —                              | —                              | —                              | —                |
| »Rituali«                                                                          | 2022 | —                              | —                              | —                              | —                              | —                              | —                              | —                              | —                              | —                |
| »Voglia di vivere«                                                                 | 2023 | 87                             | —                              | —                              | —                              | —                              | —                              | —                              | —                              | Voglia di vivere |
| »Mani vuote«                                                                       | 2023 | —                              | —                              | —                              | —                              | —                              | —                              | —                              | —                              | Voglia di vivere |
| »Ci pensiamo domani«                                                               | 2023 | 7                              | —                              | —                              | —                              | —                              | —                              | —                              | —                              | Voglia di vivere |
| »Che t'o dico a fa'«                                                               | 2023 | 2                              | —                              | —                              | —                              | —                              | —                              | —                              | —                              | Poké melodrama   |
| »Fila indiana«                                                                     | 2023 | 37                             | —                              | —                              | —                              | —                              | —                              | —                              | —                              | Poké melodrama   |
| »La noia«                                                                          | 2024 | 4                              | 57                             | 94                             | 11                             | 63                             | 54                             | 11                             | 110                            | Poké melodrama   |
| Melodrama«                                                                         | 2024 | 16                             | —                              | —                              | —                              | —                              | —                              | —                              | —                              | Poké melodrama   |
| »—« označuje singel, ki se ni uvrstil na lestvico ali ni bil izdan na tem ozemlju. |      |                                |                                |                                |                                |                                |                                |                                |                                |                  |